# Área de Conservação da Paisagem de Jõuga
A Área de Conservação da Paisagem de Jõuga foi um parque natural situado no condado de Ida-Viru, na Estónia.
A sua área era de 304 hectares.
A área protegida foi designada em 1996 como Área de Conservação da Paisagem Kivinõmme. Em 2017, a área protegida foi denominada como Área de Conservação da Paisagem de Jõuga.